# Deutsche Freisinnige Partei

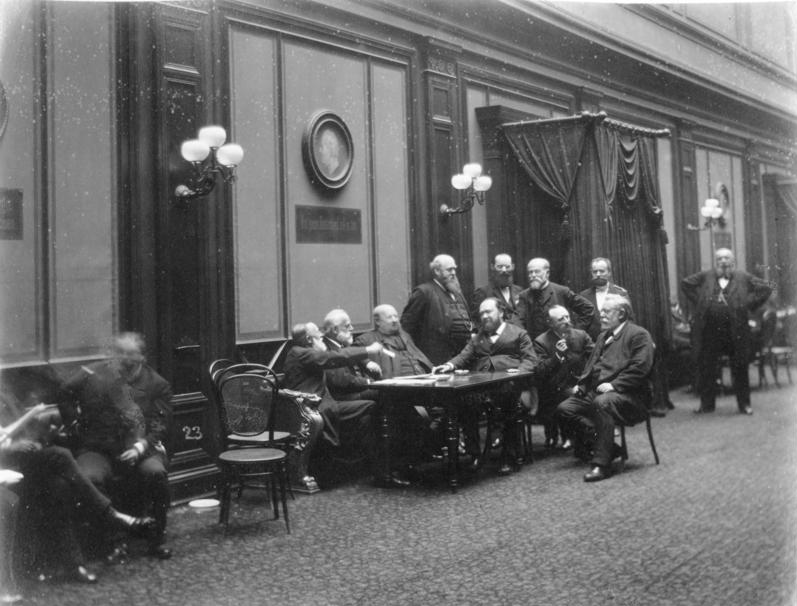
Mitglieder der Freisinnigen Partei im Reichstag

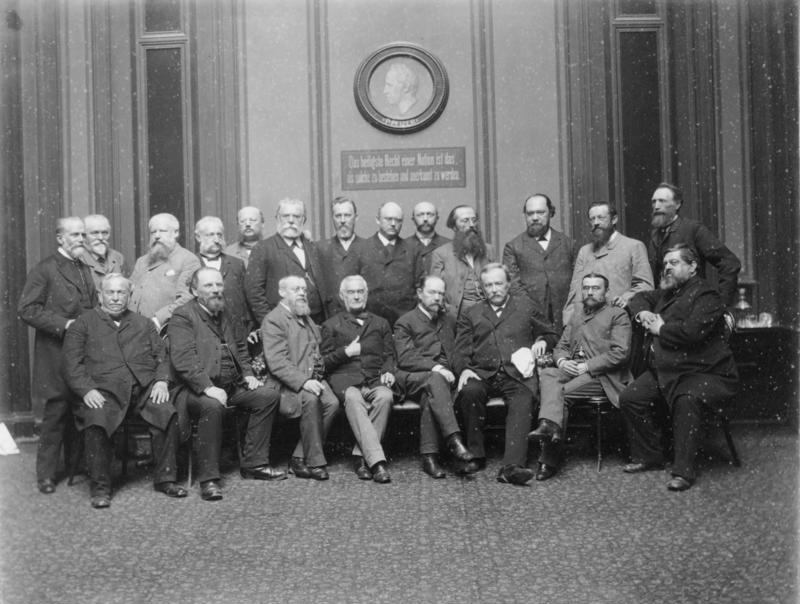
Mitglieder der Fraktion der Freisinnigen Partei im Reichstag, 1889, Heinrich Berling, Erwin Lüders, Philipp Schmieder, Moritz Klotz, Adolph Hoffmann, Max von Forckenbeck, Paul Kohli, Alexander Meyer, Paul Langerhans, Albert Traeger, Julius Lerche, Friedrich Witte, Georg von Siemens, August Munckel, Eugen Richter, August Maager, Asmus Lorenzen, Friedrich Schenck, Johann Heinrich Nickel, Reinhart Schmidt, Max Broemel.

Die Deutsche Freisinnige Partei (auch Deutsch-freisinnige Partei, DFP) war eine liberale Partei während des Deutschen Kaiserreichs. Sie bestand von 1884 bis 1893.

## Gründung 1884
Die Deutsche Freisinnige Partei entstand am 5. März 1884 durch die Fusion der Liberalen Vereinigung mit der Deutschen Fortschrittspartei. Die Vereinigung wurde auf Parteitagen am 15. und 16. März 1884 von beiden Parteien genehmigt. Die Fusion war bereits im Januar 1884, wenige Tage nach dem Tod Eduard Laskers, zwischen Eugen Richter (Deutsche Fortschrittspartei) und Franz von Stauffenberg (Liberale Vereinigung) ausgehandelt und auf den Weg gebracht worden. Sie hatte das Ziel, eine starke Reichstagsfraktion unter Stauffenbergs Führung zu schaffen.
Die Liberale Vereinigung zählte vor der Vereinigung 46 und die Deutsche Fortschrittspartei 59 Mandate. Die neue Partei bildete ein Zentralkomitee, das im Wesentlichen für die Einberufung des Parteitags und für die Wahl der Mitglieder des Geschäftsführenden Ausschusses zuständig war. Zum Vorsitzenden des Zentralkomitees wurde Stauffenberg gewählt, seine Stellvertreter waren Albert Hänel und Rudolf Virchow. Das eigentliche politische Führungs- und Organisationsgremium war jedoch der siebenköpfige Engere Ausschuss, an dessen Spitze Richter stand. Sein Stellvertreter war zunächst Heinrich Rickert und ab 1890 Karl Schrader. Weiterhin gehörten Hugo Hermes, Ludolf Parisius, Robert Zelle und Theodor Barth dem Engeren Ausschuss an.

## Zweck
Der eher radikal linksliberale Richter (Deutsche Fortschrittspartei) und der gemäßigt linksliberale Stauffenberg (Liberale Vereinigung) glaubten irrtümlich, der Thronwechsel des als liberal geltenden Kronprinzen Friedrich Wilhelm, des späteren Kaisers Friedrich III., hätte 1884 wegen des angeschlagenen Gesundheitszustandes des erzkonservativen, greisen Kaisers Wilhelm I. unmittelbar bevorgestanden. Sie wollten mit der Fusion zur DFP eine ausreichend starke parlamentarische Plattform für eine linksliberale Regierung des künftigen als liberal eingeschätzten Kaisers bilden. Das Vorbild für ihre Strategie hatte der Brite William Ewart Gladstone geliefert. Der liberale Reformkurs (Parlamentarismus), von dem sich die Regierung Otto von Bismarcks abgewandt hatte, sollte wieder aufgenommen werden.
Kronprinz Friedrich Wilhelm schickte dem DFP-Abgeordneten Ludwig Bamberger ein Glückwunschtelegramm zur Gründung der neuen Partei. Führende Mitglieder der Deutschen Freisinnigen Partei – Schrader, Virchow, Stauffenberg und andere – glaubten, der Kronprinz werde die liberale DFP auf ihrem gegen Bismarck gerichteten Kurs unterstützen und sie nach seiner Thronbesteigung mit der Regierung betrauen. Die DFP wurde daher zunächst von manchen die „Kronprinzenpartei“ genannt.

## Wahlergebnisse
Beide Parteien bildeten ab dem 6. März 1884 mit 100 Abgeordneten nach der Deutschen Zentrumspartei die zweitgrößte Fraktion des Reichstages. Die Strategen der DFP hatten gehofft, bei den Wahlen im Oktober 1884 weitere Mandate hinzuzugewinnen. Diese Rechnung ging nicht auf. Die Wähler waren mehrheitlich nicht bereit, eine gegen Reichskanzler Bismarck gerichtete, linksliberale Partei zu wählen. Wenige Monate nach ihrer Gründung büßte die neue DFP bei den Reichstagswahlen vom 28. Oktober 1884 ein Drittel ihrer Mandate ein. Sie erhielt 17,6 Prozent der Stimmen und nur noch 65 Mandate. Bei den Reichstagswahlen 1887 halbierte sich die Zahl der Mandate nochmals auf 32, um sich erst bei den Reichstagswahlen 1890, nach dem Tode Kaiser Friedrichs III. und nach dem Rücktritt Bismarcks, wieder auf 66 Mandate mehr als zu verdoppeln.

## Programm
Die DFP vertrat ein (nach damaligem Verständnis) linksliberales Programm der uneingeschränkten Umsetzung der Verfassungsgarantien, der Parlamentarisierung der konstitutionellen Monarchie, der Sicherung der Presse-, Versammlungs- und Vereinsfreiheit, der Trennung von Kirche und Staat und schließlich der Gleichstellung aller Religionsgemeinschaften (einschließlich der jüdischen).
Daneben trat sie für massive Steuersenkungen, die Abschaffung der Bismarck’schen Schutzzollpolitik und die Stärkung der Arbeiterselbsthilfevereine ein. Sie lehnte die Bismarck’schen und die von den Sozialisten vorgeschlagenen Sozialgesetze vehement ab, weil diese nach Auffassung Richters die Initiative der Arbeiter zur Selbsthilfe schwächten.

## „Kronprinzenpartei“ bis 1888
Obwohl die nach angelsächsischem Verständnis liberale Kronprinzessin Victoria an ihrer erklärten Absicht festhielt, der DFP an die Regierung zu verhelfen, unterstützte Kronprinz Friedrich die linksliberale DFP de facto nicht. Er war, anders als Stauffenberg, mit dem er sich austauschte, eher wie Georg von Siemens nur beschränkt liberal. Unter dem Einfluss seiner Frau hatte er die ultrakonservativen Ansichten seiner Jugend abgelegt und einige liberale Einsichten entwickelt. Er war im Gegensatz zur Praxis Bismarcks und den Überzeugungen der Konservativen beispielsweise für die Einhaltung der Reichsverfassung, für eine Verbesserung der Volksbildung und für das Recht auf freie Meinungsäußerung (Pressefreiheit), ihm widerstrebte aber jeder linksliberale Kurs, der die Macht des Parlamentes nach englischem Vorbild zulasten des Einflusses der Krone zu vergrößern trachtete.
Als Kronprinz Friedrich Wilhelm 1888 schwerkrank als Kaiser Friedrich III. für 99 Tage den Thron bestieg, entließ er den konservativen preußischen Innenminister Robert von Puttkamer. Ansonsten tat er nichts gegen den Reichskanzler bzw. für die Freisinnigen. Sein Sohn, Kaiser Wilhelm II. war dem Liberalismus völlig abgeneigt. Der Tod Friedrichs III. am 15. Juni 1888 beendete alle politischen Hoffnungen der Freisinnigen. Im August 1888 schrieb der freisinnige Abgeordnete Schrader an Stauffenberg, man müsse den beim Volke beliebten Kaiser Friedrich III. im Gedächtnis der Menschen als einen Kämpfer für eine vom Volke ausgehende bessere Zukunft lebendig erhalten. So entstand die auch von Kaiserin Victoria aktiv unterstützte, so genannte „Kaiser-Friedrich-Legende“: Friedrich III. habe zeitlebens entgegen den Vorstellungen seines Vaters und dem Handeln Bismarcks liberale Freiheiten für das deutsche Volk gewollt und liberale Politik daher aktiv unterstützt. Hätte er länger gelebt, hätte er Deutschland zu einem ähnlich freien und wohlhabenden Land wie England gemacht. Historiker bezweifeln die Auffassung, Friedrich III. hätte eine „vom Volke ausgehende“, das heißt eine durch den Reichstag und nicht von Gottes Gnaden, also vom Kaiser gesteuerte, Entwicklung unterstützt.

## Spaltung der Freisinnigen 1893
Trotz des relativen Erfolges bei der Reichstagswahl 1890 wuchsen die innerparteilichen Spannungen zwischen dem linken Parteiflügel der ehemaligen Fortschrittler und dem rechten Flügel der früheren Sezessionisten weiter an. Der stets ausgleichend auf Richter einwirkende Stauffenberg hatte sich 1892 aus der Politik auf einen seiner Landsitze in Württemberg zurückgezogen. Am 6. Mai 1893 trat der schwelende Konflikt schließlich an die Oberfläche, als die Reichstagsabgeordneten Max Broemel, Hugo Hinze, August Maager, Alexander Meyer, Hugo Schroeder und Georg von Siemens dem von Richter verordneten Kurs nicht mehr folgen wollten und für eine Heeresvorlage des Reichskanzlers Leo von Caprivi stimmten. Als Begründung für ihr Abstimmungsverhalten führten sie an, dass das gemeinsame Parteiprogramm von 1884 eine Entscheidung zugunsten dieser Vorlage zwingend vorschreibe. Unmittelbar nach dem Abstimmungseklat forderte Richter den Ausschluss der sechs Abweichler aus der Fraktion, dem die Fraktionsmitglieder – wenn auch mit knapper Mehrheit – zustimmten. Wenige Tage später erhielten die Befürworter der Heeresvorlage unerwartete Unterstützung, indem weitere ehemalige Sezessionisten wie Theodor Barth, Heinrich Rickert oder Karl Schrader sowie eine Gruppe alter Fortschrittler um Albert Hänel ihren Parteiaustritt erklärten und sich daraufhin mit den Abtrünnigen zur Freisinnigen Vereinigung formierten. Der verbliebene linke Parteiflügel um Richter konstituierte sich indes als Freisinnige Volkspartei.
Die wirklichen Gründe für die Spaltung lagen jedoch tiefer. Die beiden früheren Parteien – Fortschrittspartei und Liberale Vereinigung – waren inhaltlich und organisatorisch nie wirklich zusammengewachsen und bildeten nach ihrer Fusion einen linken bzw. rechten Parteiflügel. Zwischen beiden Flügeln hatte es fast immer unerträgliche Spannungen gegeben. Mit dem Tod Kaiser Friedrichs III. waren die letzten Hoffnungen auf einen Auftrag zur Regierungsbildung verflogen, und der Rücktritt Bismarcks bedeutete den Verlust eines gemeinsamen Feindes. Ferner gab es nach dem Rückzug Stauffenbergs niemanden mehr, der den radikal linksliberalen Richter mäßigte. Somit kam es 1893 abermals zur Spaltung des parteipolitischen Linksliberalismus. Erst 1910 fanden die beiden Parteien wieder zusammen, als sie sich infolge wiederholter Wahlniederlagen mit der Deutschen Volkspartei zur Fortschrittlichen Volkspartei zusammenschlossen, die schließlich 1918 in der Deutschen Demokratischen Partei aufging.

## Bekannte Mitglieder
- Ludwig Bamberger
- Theodor Barth
- Karl Baumbach
- Georg von Bunsen
- Adelbert Delbrück
- Max von Forckenbeck
- Albert Hänel
- Hugo Hinze
- Hugo Hermes
- Max Hirsch
- Albert Kalthoff
- Moritz Klotz
- Ludwig Loewe
- Theodor Mommsen
- Ludolf Parisius
- Eugen Richter
- Heinrich Rickert
- Karl Schrader
- Georg von Schuh
- Georg von Siemens
- Franz von Stauffenberg
- Rudolf Virchow
- Robert Zelle

## Dokumente
- Parlamentarische Korrespondenz. Aus der Freisinnigen Partei. Organ der Partei für Mittheilungen des Central-Komitee’s und des geschäftsführenden Ausschusses Wahlkorrespondenz. Berlin 1876–1888.[1]
- Vereinskalender der Deutschen Freisinnigen Partei. Isaac, Berlin 1884–1892.
- Eugen Richter: Der Reichskanzler und die Deutsche Freisinnige Partei. Die Reden des Fürsten Bismarck und die Antwort des Abgeordneten Eugen Richter in der Reichstagssitzung vom 9. Mai 1884. „Fortschritt“, Berlin 1884.
- Parteitag für Südwestdeutschland. Deutsche Freisinnige Partei am 31. Mai 1891 in den Räumen des Zoologischen Gartens zu Frankfurt a. Main. Zusammenstellung der in der Haupt-Versammlung und bei dem Banket gehaltenen Reden nach dem Auftrage des Vereins der Fortschrittspartei zu Frankfurt a. Main aufgenommenen stenographischen Berichte. Baumbach, Frankfurt a. Main 1891.